# Fluorek chromu(III)
Fluorek chromu(III), CrF3 – nieorganiczny związek chemiczny z grupy chlorków, sól kwasu fluorowodorowego i chromu na III stopniu utlenienia.

## Właściwości
Fluorek chromu(III) jest krystalicznym ciałem stałym o zielonej barwie, nierozpuszczalnym w wodzie i etanolu. Topi się w temperaturze powyżej 1000 °C lub w 1400 °C. Tworzy hydraty zawierające 3–9 cząsteczek wody, przy czym związki o niskiej zawartości wody mają barwę zieloną, a związki wysoko uwodnione są fioletowe. Wszystkie wodziany mają strukturę oktaedryczną. W substancjach zielonych występują cząsteczki CrF3(H2O)3, natomiast substancje fioletowe zawierają jony [Cr(H2O)6]3+, jak np. związek dziewięciowodny, [Cr(H2O)6]F3·3H2O.

## Otrzymywanie
Bezwodny fluorek chromu(III) można otrzymać podczas ogrzewania chlorku chromu(III) w strumieniu fluorowodoru:
CrCl3 + 3HF → CrF3 + 3HCl
Na skalę przemysłową uwodniony zielony fluorek chromu(III) otrzymuje się w reakcji uwodnionego tlenku chromu(III) z gorącym kwasem fluorowodorowym:
Cr2O3 + 6HF + 3H2O → 2CrF3(H2O)3↓

## Zastosowanie
Fluorek chromu(III) jest używany w technologiach barwników i pigmentów oraz jako inhibitor korozji.